# Roger Ballen
Pour les articles homonymes, voir Balen (homonymie).
Roger Ballen né le 11 avril 1950 à New York est un photographe américain résidant en Afrique du Sud.

## Biographie
Roger Ballen naît en 1950 à New York.
Il effectue des études de géologie à l'université de Californie à Berkeley, dont il sort diplômé en 1972.

## Expositions
- 2000:
  - Théâtre Royal de Namur, Belgique.
- 2006 : 
  - Museum voor Fotographie, Anvers, Belgique.
- 2010 :
  - Roger Ballen: Rétrospective, BOZAR, Bruxelles, Belgique.
- 2012 :
  - Kleinschmidt Fine Photographs, Wiesbaden, Allemagne ;
  - Musée Kunstalle, Vienne, Autriche ;
  - Manchester City Art Galleries, Manchester, Angleterre ;
  - Musée Marta Herford, Herford, Allemagne ;
  - Musée de l'Élysée, Lausanne, Suisse ;
  - Museu de Arte Moderna, Rio de Janeiro, Brésil ;
  - Northwest University Museum, Potchestroom, Afrique du Sud ;
  - Musée des Beaux Arts de Novossibirsk, Russie ;
  - Musée Rosphoto, Saint-Pétersbourg, Russie ;
  - Musée d'art de Tel Aviv, Israël.
- 2013 : 
  - Smithsonian Africa Museum, Washington DC, États-Unis.
- 2014 :
  - Museum Dr. Guislain, Gand, Belgique.
- 2017 : 
  - Introspective, Centro cultural La Cúpula, Merida, Yucatan, Mexique.
- 2019-2020 : 
  - Le monde selon Roger Ballen, miroir, ô mon miroir, Halle Saint-Pierre, Paris, France;
  - The Theatre of the Ballenesque, Centrale for contempory art, Bruxelles, Belgique.
- 2021 :
  - My mind is a cage, Maison de la Photographie, Porto (Portugal)

## Collections publiques
- Berkeley Art Museum, Californie, États-Unis
- Brooklyn Museum, New York, États-Unis.
- Centre Georges Pompidou, Paris, France.
- Durban Museum, Afrique du Sud.
- Fotomuseum, Munich, Allemagne.
- Hasselblad Center, Gothenburg, Suède.
- Johannesburg Art Museum, Afrique du Sud.
- Los Angeles County Museum of Art, États-Unis.
- Louisiana Museum, Danemark.
- Maison Européenne de la Photographie, France .
- Musée Nicephore Niepce, France.
- Museet for Fotokunst, Danemark.
- Musée de la Photographie à Charleroi, Belgique.
- Museum Folkwang, Essen, Allemagne.
- Museo nazionale Della Fotographia, Italie.
- Museum of Contemporary Art, San Diego, États-Unis.
- Museum of Fine Arts, Houston, États-Unis.
- Museum of Modern Art, New York, États-Unis.
- National Gallery, Cape Town, Afrique du Sud.
- Spencer Art Museum, Kansas, États-Unis.
- Stejelijk Museum, Amsterdam, Pays-Bas.
- Victoria and Albert Museum, Londres, Angleterre.